# جون آي. تايلور
جون آي. تايلور (بالإنجليزية: John I. Taylor) هو لاعب كرة قاعدة أمريكي، ولد في 14 يناير 1875، وتوفي في 26 يناير 1938.